# Даніель Седін
Даніе́ль Седі́н (швед. Daniel Sedin; нар. 26 вересня 1980, місто Ерншельдсвік, Швеція) — шведський хокеїст, що грав на позиції лівого нападника, олімпійський чемпіон 2006 року. Виступав за команду НХЛ Ванкувер Канакс. Брат-близнюк Генріка Седіна. На драфті 1999 року був обраний під загальним другим номером командою Ванкувер Канакс.
Провів понад 1300 матчів у НХЛ.

## Кар’єра

### МОДО
У шістнадцятилітньому віці Даніель та Генрік почали виступи на професіональному рівні у клубі Модо з Елітсерії. В своєму першому сезоні Даніель набрав 13 пунктів у 45 іграх. У другому сезоні він став лідером своєї команди за набраними очками (42 в 50 іграх), допомігши клубу вдруге в історії виграти регулярний чемпіонат. Додавши до цього значення 12 очок у 13 іграх плей-оф, Даніель зі своєю командою потрапив до фіналу, де його команда поступилась «Брюнесу». За підсумками сезону Даніель та Генрік Седіни були нагороджені Золотою Шайбою — призом найкращому гравцеві року в Швеції.
Брати Седіни розглядалися як топ-проспекти на драфті 1999 року. Вони висловили бажання грати в одній команді, що було малоймовірно, зважаючи на очікувані високі позиції. Але генеральний менеджер Канакс Брайан Бурк, який мав право вибору під третім номером, шляхом серії обмінів отримав ще й другий номер і переконав менеджера Тампа-Бей Лайтнінг, що Даніель не стане підписувати контракт без свого брата в команді. Таким чином, Даніель та Генрік підписали з Ванкувером контракт, який, щоправда, не зобов’язував їх починати виступи за канадців негайно. Тому брати провели ще один сезон в Елітсерії, де знову стали срібними призерами.

### Ванкувер
Даніель дебютував в НХЛ в сезоні 2000-01. Його першою грою стала зустріч проти Філадельфії 5 жовтня 2000 року, в якій канадці поступились з рахунком 6-3. Через три дні Даніель відзначився своєю першою шайбою в ворота Тампа-Бей, з передачі свого брата. Свій дебютний сезон він закінчив на другому місці по набраних очках серед новачків НХЛ —— він набрав 34 (20+14) очки.
В сезоні 2006—2007 Даніель Седін став найкращим бомбардиром команди, набравши 84 пункти. 
В сезоні 2010—2011 Даніеля було нагороджено Трофеєм Арта Росса та Нагородою Теда Ліндсея.
В сезонах 2010—2011 та 2011—2012 Даніель узяв участь в Матчі всіх зірок
В сезоні 2017—2018 разом з братом Генріком був нагороджений Трофеєм Кінга Кленсі.

### Національні збірні
На молодіжному чемпіонаті світу 1999 року Даніель Седін закинув найбільше шайб — 6, а молодіжна збірна Швеції зайняла четверте місце. В тому ж році його запросили до національної збірної для участі у чемпіонаті світу. Там Даніель відзначився результативною передачею, а збірна Швеції здобула бронзову медаль. Через два роки Седін у складі збірної Швеції знову завоював бронзу чемпіонату світу.
У 2006 році на Олімпійських іграх в Турині Даніель чотирма очками допоміг збірній Швеції виграти золоті медалі, перемігши у фіналі збірну Фінляндії 3:2.
Чемпіон світу 2013 року.

## Статистика

### Клубні виступи
| Сезон        | Клуб              | Ліга         | Регулярний сезон | Регулярний сезон | Регулярний сезон | Регулярний сезон | Регулярний сезон | Плей-оф | Плей-оф | Плей-оф | Плей-оф | Плей-оф |
| Сезон        | Клуб              | Ліга         | І                | Г                | П                | О                | ШХ               | І       | Г       | П       | О       | ШХ      |
| ------------ | ----------------- | ------------ | ---------------- | ---------------- | ---------------- | ---------------- | ---------------- | ------- | ------- | ------- | ------- | ------- |
| 1997–98      | МОДО              | ШХЛ          | 45               | 4                | 8                | 12               | 26               | 9       | 0       | 0       | 0       | 2       |
| 1998–99      | МОДО              | ШХЛ          | 50               | 21               | 21               | 42               | 20               | 13      | 4       | 8       | 12      | 14      |
| 1999–00      | МОДО              | ШХЛ          | 50               | 19               | 26               | 45               | 28               | 13      | 8       | 6       | 14      | 18      |
| 2000–01      | «Ванкувер Канакс» | НХЛ          | 75               | 20               | 14               | 34               | 24               | 4       | 1       | 2       | 3       | 0       |
| 2001–02      | «Ванкувер Канакс» | НХЛ          | 79               | 9                | 23               | 32               | 32               | 6       | 0       | 1       | 1       | 0       |
| 2002–03      | «Ванкувер Канакс» | НХЛ          | 79               | 14               | 17               | 31               | 34               | 14      | 1       | 5       | 6       | 8       |
| 2003–04      | «Ванкувер Канакс» | НХЛ          | 82               | 18               | 36               | 54               | 18               | 7       | 1       | 2       | 3       | 0       |
| 2004–05      | МОДО              | ШХЛ          | 49               | 13               | 20               | 33               | 40               | 6       | 0       | 3       | 3       | 6       |
| 2005–06      | «Ванкувер Канакс» | НХЛ          | 82               | 22               | 49               | 71               | 34               | —       | —       | —       | —       | —       |
| 2006–07      | «Ванкувер Канакс» | НХЛ          | 81               | 36               | 48               | 84               | 36               | 12      | 2       | 3       | 5       | 4       |
| 2007–08      | «Ванкувер Канакс» | НХЛ          | 82               | 29               | 45               | 74               | 50               | —       | —       | —       | —       | —       |
| 2008–09      | «Ванкувер Канакс» | НХЛ          | 82               | 31               | 51               | 82               | 36               | 10      | 4       | 6       | 10      | 8       |
| 2009–10      | «Ванкувер Канакс» | НХЛ          | 63               | 29               | 56               | 85               | 28               | 12      | 5       | 9       | 14      | 12      |
| 2010–11      | «Ванкувер Канакс» | НХЛ          | 82               | 41               | 63               | 104              | 32               | 25      | 9       | 11      | 20      | 32      |
| 2011–12      | «Ванкувер Канакс» | НХЛ          | 72               | 30               | 37               | 67               | 40               | 2       | 0       | 2       | 2       | 0       |
| 2012–13      | «Ванкувер Канакс» | НХЛ          | 47               | 12               | 28               | 40               | 18               | 4       | 0       | 3       | 3       | 14      |
| 2013–14      | «Ванкувер Канакс» | НХЛ          | 73               | 16               | 31               | 47               | 38               | —       | —       | —       | —       | —       |
| 2014–15      | «Ванкувер Канакс» | НХЛ          | 82               | 20               | 56               | 76               | 18               | 6       | 2       | 2       | 4       | 0       |
| 2015–16      | «Ванкувер Канакс» | НХЛ          | 82               | 28               | 33               | 61               | 36               | —       | —       | —       | —       | —       |
| 2016–17      | «Ванкувер Канакс» | НХЛ          | 82               | 15               | 29               | 44               | 32               | —       | —       | —       | —       | —       |
| 2017–18      | «Ванкувер Канакс» | НХЛ          | 81               | 23               | 32               | 55               | 40               | —       | —       | —       | —       | —       |
| Усього в НХЛ | Усього в НХЛ      | Усього в НХЛ | 1306             | 393              | 648              | 1041             | 546              | 102     | 25      | 46      | 71      | 78      |

### Збірна
| Рік                | Команда            | Турнір             | Місце              | І  | Г  | П  | О  | ШХ |
| ------------------ | ------------------ | ------------------ | ------------------ | -- | -- | -- | -- | -- |
| 1997               | Швеція (U-20)      | ЮЧЄ                | 2                  | 6  | 2  | 4  | 6  | 2  |
| 1998               | Швеція (U-20)      | ЮЧЄ                | 1                  | 6  | 3  | 8  | 11 | 10 |
| 1999               | Швеція (U-20)      | МЧС                | 4-е                | 6  | 5  | 5  | 10 | 2  |
| 1999               | Швеція             | ЧС                 | 3                  | 9  | 0  | 1  | 1  | 2  |
| 2000               | Швеція (U-20)      | МЧС                | 5-е                | 7  | 6  | 4  | 10 | 0  |
| 2000               | Швеція             | ЧС                 | 7-е                | 7  | 3  | 2  | 5  | 8  |
| 2001               | Швеція             | ЧС                 | 3                  | 3  | 0  | 2  | 2  | 0  |
| 2005               | Швеція             | ЧС                 | 4-е                | 9  | 5  | 4  | 9  | 2  |
| 2006               | Швеція             | ОІ                 | 1                  | 8  | 1  | 3  | 4  | 2  |
| 2010               | Швеція             | ОІ                 | 5-е                | 4  | 1  | 2  | 3  | 0  |
| 2013               | Швеція             | ЧС                 | 1                  | 4  | 1  | 5  | 6  | 2  |
| 2014               | Швеція             | ОІ                 | 2                  | 6  | 1  | 4  | 5  | 4  |
| Молодіжна збірна   | Молодіжна збірна   | Молодіжна збірна   | Молодіжна збірна   | 25 | 16 | 21 | 37 | 14 |
| Національна збірна | Національна збірна | Національна збірна | Національна збірна | 50 | 12 | 23 | 35 | 20 |